# Игра Карлы
«Игра Карлы» (дат. Karlas kabale; буквальный перевод: Пасьянс Карлы) — датская комедийно-семейная драма, снятая по роману Рени Симонсен в 2007 году.

## Сюжет
Приближается праздник Рождества. Карла готовится встречать его со своей семьёй: мамой, двумя братьями и отчимом. 10-летняя девочка очень хочет, чтобы к празднику присоединился и папа. Но мама не желает видеть папу дома. Она злится на детей за то, что те устраивают в доме беспорядок после того, как мама долго его наводила. Карла не выдерживает и уходит из дома, но мама узнает об этом не сразу. Сначала Карла посещает свою подругу, но та уезжает с семьёй на праздник к бабушке. Затем она отправляется к папе, который перед праздником не справился сам с собой и выпил слишком много вина. Карла не решается зайти к нему домой. Она просит ночлега у своего нового друга Бустера. Бустер мнимый бизнесмен, он будто ведёт важные переговоры и участвует в финансовых операциях. На самом деле он и его «коллега» Эйнар копят деньги путём того, что последний собирает бутылки. Карла начинает вести бродячую и странную жизнь с ними двумя. Однако Бустер против и хочет, чтобы Карла вернулась домой. Когда полиция обнаруживает Бустера, Эйнара и Карлу, последние обращаются в бегство и прячутся. Но преследующие всё же обнаруживают троицу. Карла умоляет полицейских не сажать в тюрьму этих двоих несчастных, позже их выпускают. Карла встречается со своей семьёй, они прощают друг друга, и мама разрешает папе Карлы отпраздновать Рождество в их семье. По словам Карлы: её пасьянс удался — всё сложилось, как она хотела.

## В ролях
| Актёр                   | Роль                               |
| ----------------------- | ---------------------------------- |
| Елена Арндт-Йенсен      | Карла                              |
| Николай Стовринг Хансен | Мадс-Мортен (брат Карлы)           |
| Йонатан Вернер Юэль     | Малыш (второй брат Карлы)          |
| Эллен Хиллингсо         | Рикке (мать Карлы)                 |
| Николай Коперникус      | Ляйф (отчим Карлы, отец Малыша)    |
| Алан Ольсен             | Аллан (отец Карлы и Мадса-Мортена) |
| Кристиан Халкен         | Бустер (друг Карлы, бизнесмен)     |
| Пав Хенриксон           | Эйнар (помощник Бустера)           |
| Улла Хенингсен          | Гудрун                             |
| Ларс Кнутсон            | Кнуд (супруг Гудрун)               |
| Лаура Рейхан            | Молли (подруга Карлы)              |
| Биргитте Симонсен       | мать Молли                         |
| Сёрен Маллинг           | незнакомец                         |

## Премьеры
| Страна | Дата премьеры      | Название                          |
| ------ | ------------------ | --------------------------------- |
| Дания  | 9 ноября 2007 года | Karlas kabale                     |
| Польша | 27 марта 2009 года | Święta Karli / Karla w tarapatach |